# 推奨
| ウィキペディアには「推奨」という見出しの百科事典記事はありません（タイトルに「推奨」を含むページの一覧/「推奨」で始まるページの一覧）。 代わりにウィクショナリーのページ「推奨」が役に立つかもしれません。 |